# Séverni (Voznessénskaia)
|  | Per a altres significats, vegeu «Séverni». |

Séverni - Северный (rus) - és un khútor del krai de Krasnodar, a Rússia. Es troba a la riba dreta del riu Griaznukha, afluent del riu Txamlik, a 14 km al sud-est de Labinsk i a 157 km al sud-est de Krasnodar, la capital.
Pertany al municipi de Voznessénskaia.